# Haimbachia flavalis
Haimbachia flavalis é uma espécie de mariposa pertencente à família Crambidae. Foi descrita pela primeira vez por Hampson em 1919. Há registos da sua ocorrência no Sri Lanka.